# Jerzy Jarosik
Jerzy Jarosik (ur. 23 kwietnia 1947 w Częstochowie) – polski muzyk, pedagog, dyrygent.
Jerzy Jarosik jest absolwentem Wydziału Jazzu i Muzyki Rozrywkowej (w latach 2005-2019 Instytut Jazzu) w Katowicach, na którym od 1975 prowadzi klasę saksofonu, fletu oraz zajęcia z Podstaw Improwizacji i Metodyki Nauczania. Członek Orkiestry Rozrywkowej Polskiego Radia i Telewizji, a także Silesian Jazz Quartet. Do grona jego absolwentów należą m.in.: Jerzy Główczewski, Maciej Sikała, Tomasz Szukalski. Od roku 2005 do 2019 zajmował stanowisko Dyrektora Instytutu Jazzu Akademii Muzycznej im. Karola Szymanowskiego w Katowicach. W roku akademickim 2019/2020 pełnił funkcję prodziekana Wydziału Jazzu i Muzyki Rozrywkowej. Jerzy Jarosik jest pomysłodawcą Śląskiego Festiwalu Jazzowego (Silesian Jazz Festival) oraz dyrektorem artystycznym Jazz Open Mind w Tychach. W chorzowskim Teatrze Rozrywki pełnił funkcję kierownika muzycznego od początku istnienia sceny do 2018 roku.

## Nagrody i odznaczenia
- Nagroda indywidualna w konkursie wrocławskiego Jazzu nad Odrą[5] 1971
- Nagroda zespołowa dla Silesian Set (trio Kulpowicz-Dechnik-Jarosik) w konkursie wrocławskiego Jazzu nad Odrą 1972
- Chłopiec z łabędziem – Nagroda Prezydenta Chorzowa w dziedzinie kultury (2002)
- Nagroda Prezydenta miasta Katowice w dziedzinie kultury za „wieloletnią i pełną zaangażowania pracę pedagogiczną w Akademii Muzycznej im. K. Szymanowskiego w Katowicach, znaczący wkład w kształtowanie prężnie działającego Instytutu Jazzu oraz stale rozwijaną współpracę z międzynarodowymi środowiskami jazzowymi” (2009)
- Srebrny Medal „Zasłużony Kulturze Gloria Artis” (2019)[6]

## Kierownictwo muzyczne – Teatr Rozrywki w Chorzowie[7]
- Trala Trala Tralalińscy T. Ryłki
- Huśtawka Cy Colemana
- Ocean Niespokojny A. Rybnikowa i A. Wozniesienskiego
- Jeszcze w zielone gramy T. Wiśniewskiego
- Kat i błazen J. Ježka i J. Wericha
- Dwa razy tak T. Jonesa
- Czarodziej z krainy Oz H. Arlena, E. Y. Harburga i J. Kane’a
- Cabaret J. Kandera i F. Ebba
- Skrzypek na dachu J. Steina, J. Bocka i S. Harnicka
- Evita A. L. Webbera i T. Rice’a
- Gershwin Z. Rudnickiej
- Tango Oberiu. 1928 L. Czuja
- Człowiek z La Manchy M. leigha, D. Wassermana i J. Dariona
- Pocałunek kobiety-pająka J. Kandera i F. Ebba
- Na szkle malowane K. Gärtner i E. Brylla
- Jesus Christ Superstar A. L. Webbera i T. Rice’a
- W 80 dni dookoła świata po stu latach J. Bielunasa
- Dyzma – musical W. Młynarskiego i W. Korcza
- Rudolf Valentino K. Dębskiego, Z. Rudnickiej i J. Rudzkiego
- Odjazd F. Apkego
- West Side Story L. Bernsteina
- Canterville Ghost J. Williamsa
- Spin – musical D. Pashleya
- Rent J. Larsona
- Jekyll & Hyde F. Wildhorna i L. Bricusse’a
- Przygoda fryzjera damskiego Ł. Czuja wg E. Mendozy
- Oliver! L. Barta
- Producenci M. Brooksa
- Wesołe kumoszki. Musical G. Dorana, P. Englishby’ego i R. Bolta
- Położnice szpitala św. Zofii P. Demirskiego
- Our House T. Firtha i Madness
- Chryzostoma Bulwiecia podróż do Ciemnogrodu K. I. Gałczyńskiego
- Bierzcie i jedzcie P. Demirskiego
- Niedziela w parku z Georgem S. Sondheima i J. Lapine’a (wraz z Mateuszem Walachem)
- Billy Elliot E. Johna i L. Halla (wraz z Mateuszem Walachem)
- Rękopis znaleziony w Saragossie J. Potockiego (wraz z Mateuszem Walachem)
- Bulwar Zachodzącego Słońca W. L. Webbera, D. Blacka i C. Hamptona

## Dyskografia[8]
- Big Band Katowice – Music For My Friends, 1978 r.
- Extra Ball – Extra Ball, 1979 r.
- Piotr Wojtasik – Lonely Town, 1995 r.
- Various – Go Right, 1999 r.
- Jerzy Milian, Orkiestra Rozrywkowa PRiTV w Katowicach – Pretekst, 2017 r.